# Frans Snyders

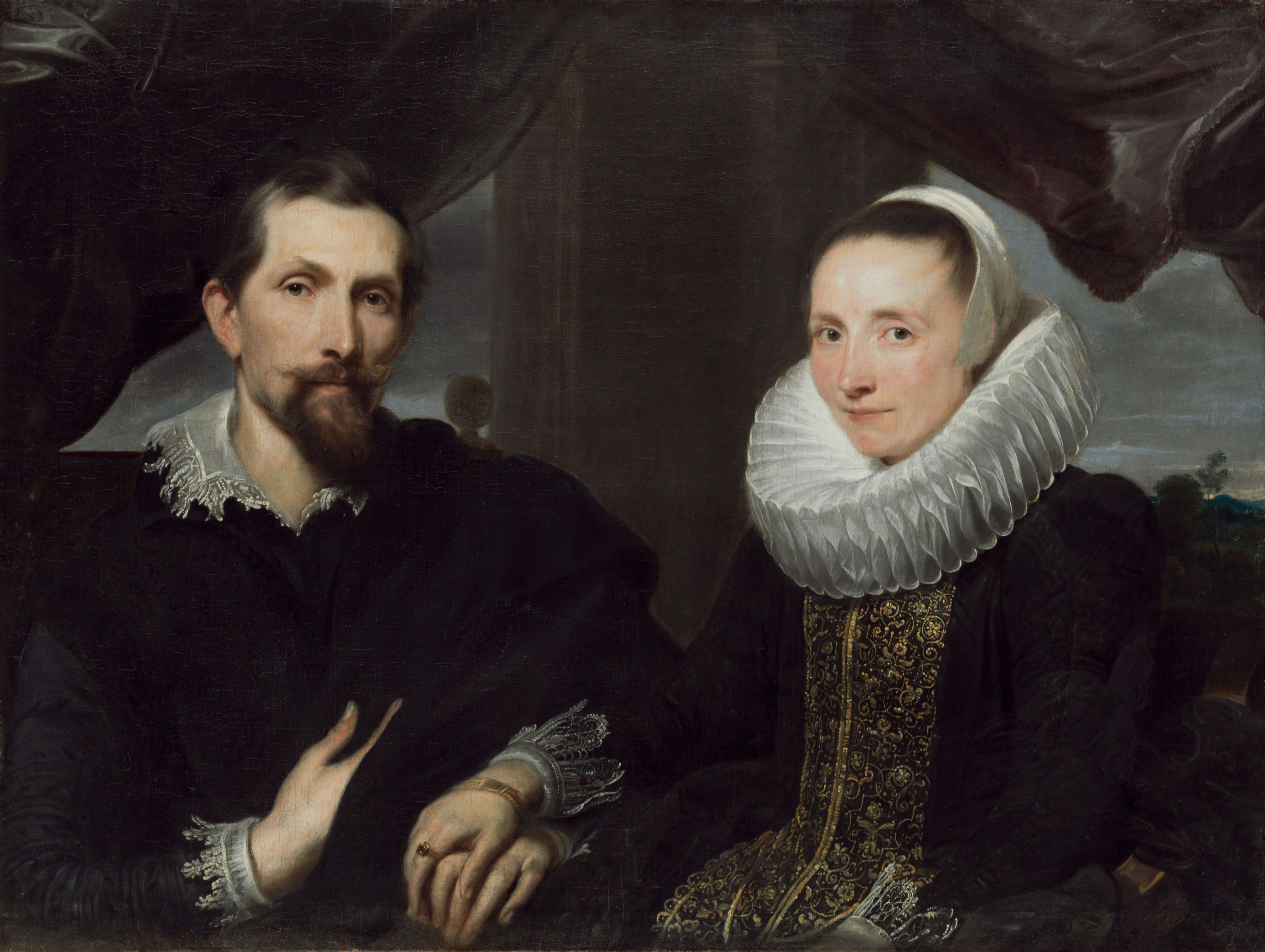
Ritratto di Frans Snyders e di sua moglie Margareta de Vos, opera di van Dyck

Frans Snyders (Anversa, 11 novembre 1579 – Anversa, 19 agosto 1657) è stato un pittore fiammingo.

## Biografia

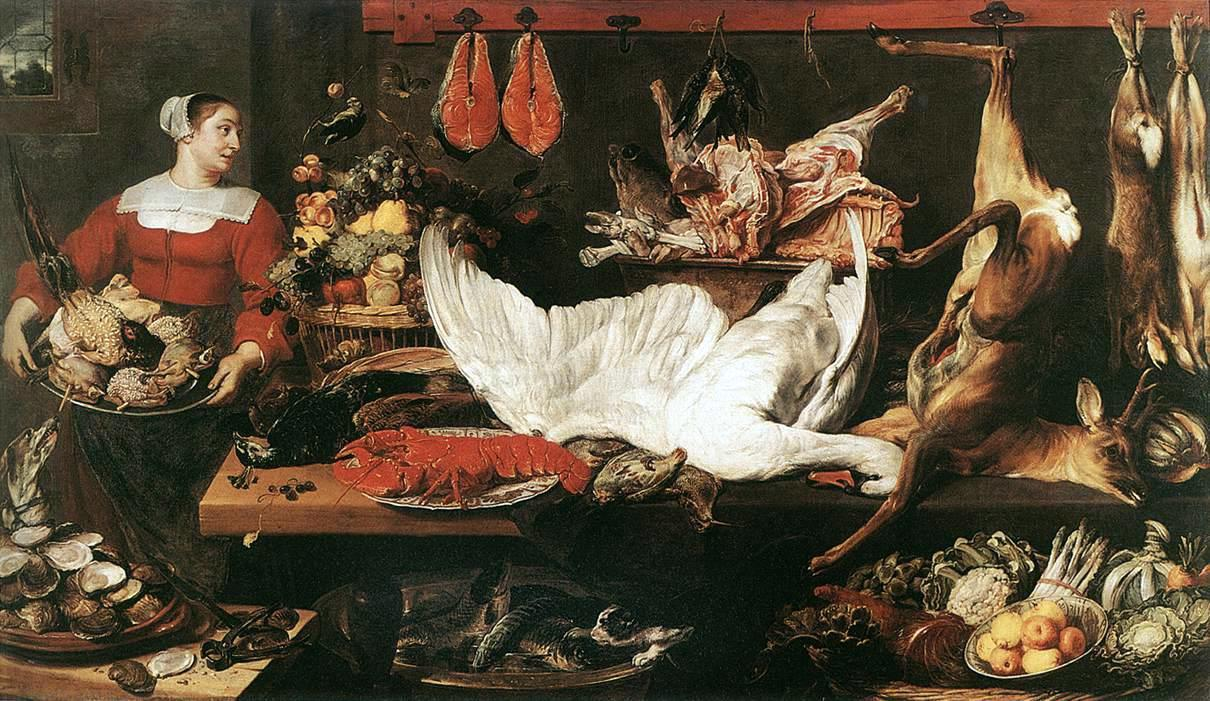
Natura morta

Snyders nacque e morì nella sua città natale, Anversa. Nel 1593 era allievo del pittore Pieter Brueghel il Giovane e in seguito entrò nella bottega di Hendrick van Balen, primo maestro anche di van Dyck. Snyders è stato molto legato a van Dyck, che lo ritrasse più di una volta.
Nel 1602 Snyders fu accolto membro dalla gilda dei pittori di Anversa, la Gilda di San Luca e poi divenne maestro pittore. Nel 1608 fu a Roma, per il consueto viaggio di formazione in Italia, tappa obbligatoria per i pittori di origine fiamminga. Nel 1609 si spostò a Milano, dove fu al servizio del cardinale Federico Borromeo. Nel 1611 sposò Margherita de Vos, sorella dei pittori Cornelis e Paul de Vos. Tra i suoi allievi ad Anversa il più importante fu Jan Fyt, che operò nella sua bottega dal 1629.

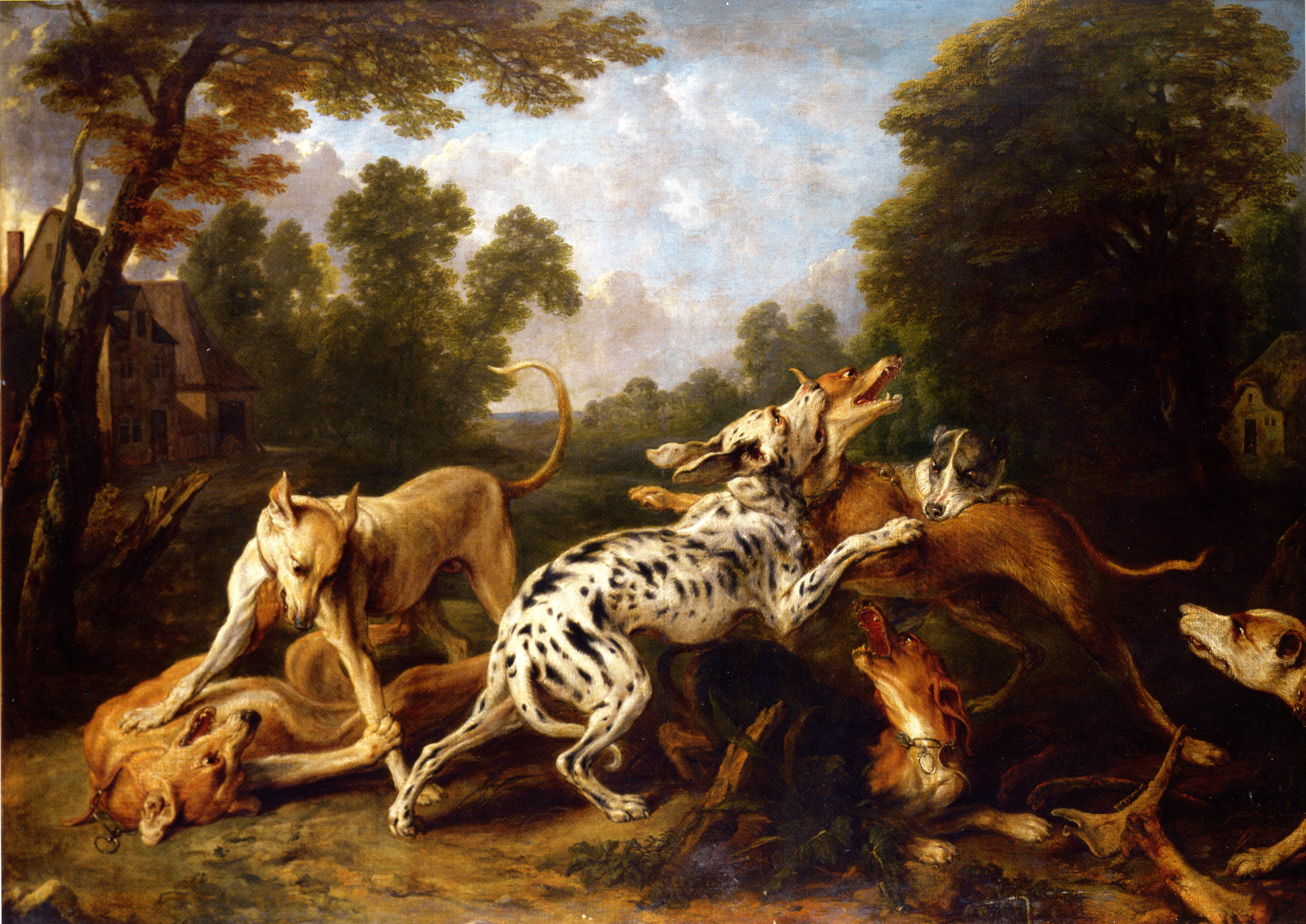
Dipinto di Snyders raffigurante una lotta fra cani

Inizialmente Snyders si dedicò alla pittura di fiori, piante e frutta (natura morta), ma in seguito preferì eseguire dipinti con animali, specialmente selvaggi, e con scene di caccia. Fu uno dei primi pittori animalisti della scuola fiamminga.
La sua composizione è ricca e varia, le sue pennellate vigorose, energiche, veriste ed espressive. Snyders fu un grande ammiratore delle opere di Rubens, che gli chiese di aggiungere alle sue tele elementi come fiori, frutta e animali. Allo stesso modo collaborò con numerosi altri pittori fiamminghi, come Jacob Jordaens e Thomas Willeboirts Bosschaert.
Fu il pittore prediletto dell'arciduca Alberto d'Austria, governatore dei Paesi Bassi spagnoli, per il quale eseguì molti dei suoi capolavori. Uno di questi fu presentato a Filippo III di Spagna che, assieme al suo successore Filippo IV, commissionò a Snyders diverse tele, ora conservate a Madrid. Lavorò anche per l'arciduca Leopoldo Guglielmo d'Austria.